# Paper Planes
"Paper Planes" – piosenka alternatywno-dance'owa stworzona na drugi album studyjny brytyjskiej piosenkarki M.I.A. pt. Kala (2007). Wyprodukowany przez Thomasa "Diplo" Pentza, Dave'a "Switcha" Taylora i samą M.I.A., utwór wydany został 11 lutego 2008 jako trzeci singel promujący krążek. Sample wykorzystane w utworze pochodzą z utworu "Straight to Hell" (1982) z repertuaru zespołu The Clash.

## Listy utworów i formaty singla
Amerykański singel CD/digital download (EP)
1. "Paper Planes" (feat. Afrikan Boy & Rye Rye) (Blaqstarr Remix)
2. "Paper Planes" (Remix for the Children by Ad-Rock)
3. "Paper Planes" (feat. Bun B & Rich Boy) (Diplo Street Remix)
4. "Paper Planes" (DFA Remix)
5. "Paper Planes" (Scottie B Remix)

Brytyjski singel CD
1. "Paper Planes"
2. "Paper Planes" (feat. Bun B & Rich Boy) (Diplo Street Remix)

Ogólnoświatowy 7" Winyl (EP)
1. "Paper Planes"
2. "Paper Planes" (DFA Remix)
3. "Paper Planes" (Afrikan Boy & Rye Rye Remix)
4. "Paper Planes" (Diplo Street Remix feat. Bun B & Rich Boy)
5. "Paper Planes" (Scottie B Remix)
6. "Bamboo Banga" (DJ Eli Remix)

Brytyjski 7" Winyl
1. "Paper Planes"
2. "Paper Planes" (DFA Remix)

Europejski digital download
1. "Paper Planes"
2. "Paper Planes" (DFA Remix)
3. "Paper Planes" (Diplo Street Remix feat. Bun B & Rich Boy)

## Pozycje na listach przebojów
| Kraj/region       | Notowanie (2008)        | Wydawca              | Najwyższa pozycja |
| ----------------- | ----------------------- | -------------------- | ----------------- |
| Australia         | Top 100 Singles         | ARIA Charts          | 66                |
| Austria           | Top 75 Singles          | Ö3 Austria Top 40    | 51                |
| Belgia (Flandria) | Ultratop 50             | Ultratop             | 18                |
| Brazylia          | Top 100 Singles         | Billboard Brasil     | 32                |
| Dania             | Top 40 Singles          | Tracklisten          | 18                |
| Europa            | Hot 100 Singles         | Billboard            | 60                |
| Holandia          | Mega Single Top 100     | MegaCharts           | 57                |
| Irlandia          | Top 50 Singles          | IRMA                 | 23                |
| Izrael            | Official Singles Chart  | IFPI                 | 2                 |
| Kanada            | Canadian Hot 100        | Billboard            | 7                 |
| Meksyk            | Official Singles Chart  | IFPI                 | 85                |
| Niemcy            | Top 100 Singles         | Media Control Charts | 76                |
| Stany Zjednoczone | Alternative Songs       | Billboard            | 12                |
| Stany Zjednoczone | Billboard Hot 100       | Billboard            | 4                 |
| Stany Zjednoczone | Hot Dance Singles Sales | Billboard            | 1                 |
| Stany Zjednoczone | Hot R&B/Hip-Hop Songs   | Billboard            | 36                |
| Stany Zjednoczone | Pop Songs               | Billboard            | 10                |
| Stany Zjednoczone | Rap Songs               | Billboard            | 6                 |
| Wielka Brytania   | UK Singles Chart        | OCC                  | 19                |